# Constanze Wagner (Künstlerin)
Constanze Wagner (* 10. August 1943 in Südafrika; † 27. Juli 2021) war eine seit 1973 in Germering lebende Künstlerin. 
Constanze Wagner studierte Kunst und Germanistik. Sie ist seit 1978 Dozentin an der Volkshochschule. 1984 gründete sie den Kunstkreis Germering (KKG), dessen Vorsitzende sie bis 1998 war. 1988 erhielt sie  den Germeringer Kulturpreis. 
Sie ist Initiatorin des Kunstkonzepts „Agenda 21“ mit dem Titel „Der rote Faden – The Red Line“, das inzwischen vielfach Nachahmer gefunden hat. Ihr Beitrag sind acht Stelen mit selbst entwickelter Symbolsprache, die in der Grünanlage an der Planegger Straße vor dem ehemaligen Rathaus Unterpfaffenhofen stehen. Im Eingangsbereich des Gesundheitszentrums an der Streiflacher Straße hängt ein bewegliches Wandobjekt aus Metall als Symbol zur „Wiederherstellung der Mobilität“. Mit ihren großformatigen Bildern in verschiedenen Techniken war sie in vielen Ausstellungen vertreten.

## Ausstellungen (Auswahl)
- 1991 Kulturzentrum „Na Ostoschej“, Moskau
- 1993 Stadthalle Germering
- 1995 Preussag Hannover, Völkerkundemuseum Wien, Kopenhagen, Installation „Zeichen der Intoleranz“, Stadthalle Germering
- 1996 Südafrikanische Botschaft in Bonn
- 2001 „Zeichen und Male“ im Rahmen der „Art-Erhaltung“-Ausstellungen der Zoologischen Staatssammlung München
- 2002 Deloitte und Touche, München

## Kunst im öffentlichen Raum

### Einzelausstellungen
- 1994 Kinetisches Wandobjekt aus Metall am Verwaltungsgebäude der Berufsgenossenschaft Gaststätten und Nahrungsmittel in Germering
- 1997 Acht Stelen „Stimmen der Erde“, im Rahmen des Agenda 21 Kunstprojekts auf der Grünfläche vor Rathaus Unterpfaffenhofen
- 2000 Installation eines Wasserspiels aus Stahl und Aluminium im Foyer des Rathauses Germering

### Gruppenausstellungen
- United Buddy Bears[2]: Berlin (2002 und 2003), in den Folgejahren unter anderem in: Hongkong, Istanbul, Tokio, Sydney, Kairo, Jerusalem, Buenos Aires, Kuala Lumpur, St. Petersburg, Paris und Rio de Janeiro.

## Preise
- 1961 Dr. B. Kretzmar Kunstförderpreis, Kimberley, Südafrika
- 1962 William Humphries Kunstmuseum-Preis, Südafrika
- 1964 N.C.A.S. Kunstpreis, Südafrika
- 1988 Kulturpreis der Stadt Germering